# 4159 Freeman
4159 Freeman (1989 GK) là một tiểu hành tinh vành đai chính được phát hiện ngày 5 tháng 4 năm 1989 bởi Eleanor F. Helin ở Palomar.